# Referendum v Republice srbské (2016)

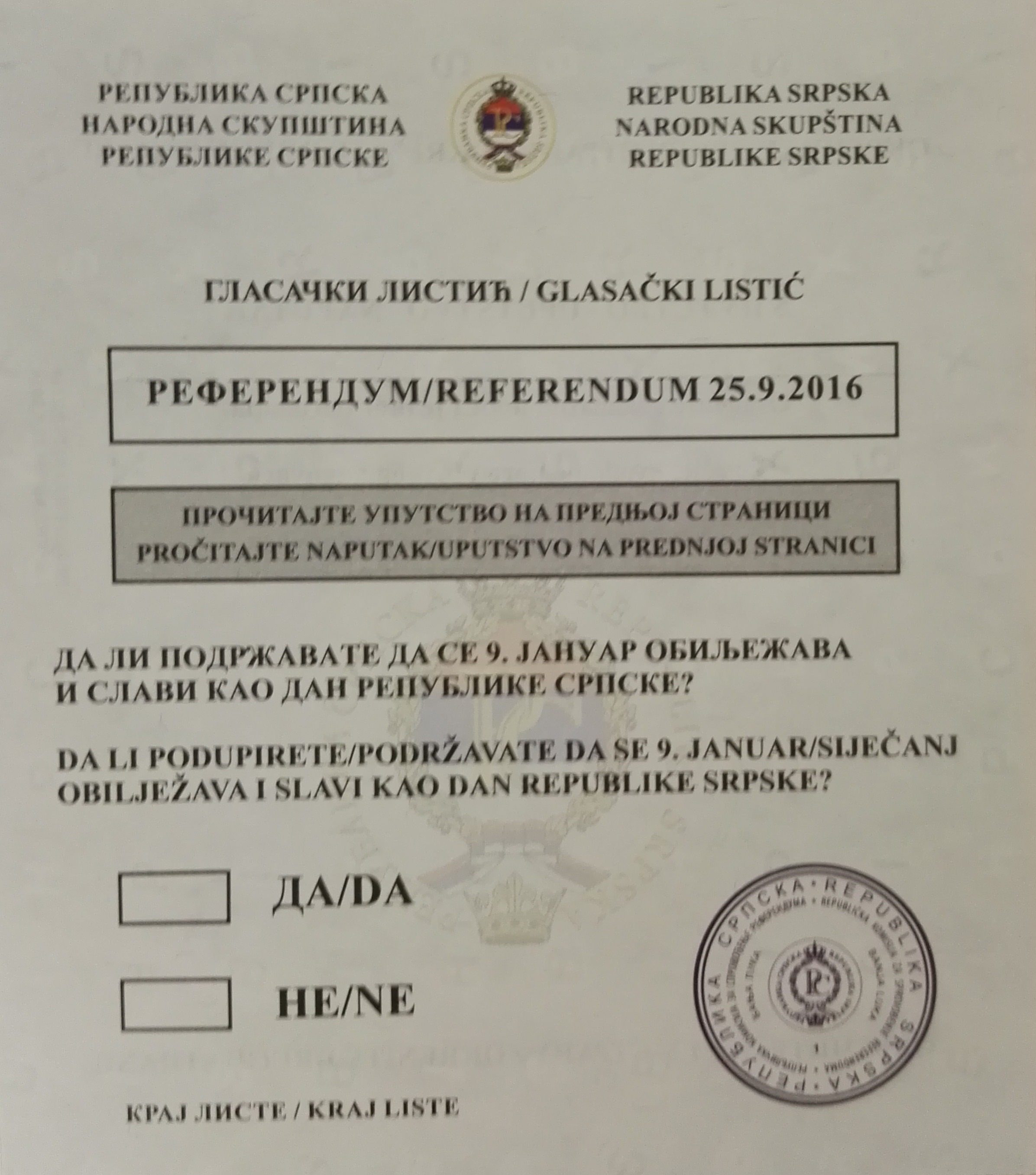
Hlasovací lístek.

Referendum se v Republice srbské uskutečnilo 25. září 2016. Voliči z poloviny území Bosny a Hercegoviny hlasovali o tom, má li se stát den 9. leden (den vyhlášení Republiky srbské) národním dnem pro uvedenou entitu v Bosně. Referendum se uskutečnilo v atmosféře politické nevraživosti mezi politickými zástupci Federace Bosny a Hercegoviny a Republiky srbské; Ústavní soud Bosny a Hercegoviny prohlásil dne 25. listopadu 2015 existenci takového svátku za neústavní. V referendu hlasovalo celkem 55,77 % oprávněných voličů a 99,8 % jejich hlasů schválilo vznik nového svátku.

## Pozadí
Ústavní soud Bosny a Hercegoviny ve svém rozhodnutí z konce roku 2015 argumentoval tím, že den 9. ledna, kdy byla vyhlášena Republika srbská je zároveň krsna slava svatého Štěpána, patrona všech Srbů. Jako takový pak den nemůže reprezentovat všechny tři národnosti na území státu. Následně soud rozhodl, že si Republika srbská do 6 měsíců musí vybrat jiné datum jako datum svého národního svátku, což tak neučinila.
Představitelé Republiky srbské následně žádali přijmout na úrovni Bosny a Hercegoviny ústavní dodatky, které by umožnily odvolat soudce Ústavního soudu. Rovněž požadovali, aby rozhodnutí soudu bylo předmětem referenda. Kromě Milorada Dodika a jeho Svazu nezávislých sociálních demokratů se k tomuto kroku přidaly i opoziční strany ve skupštině Republiky srbské.
Dne 9. ledna 2016 se konaly první oficiální oslavy Národního dne. Účastnili se jich představitelé Republiky srbské a premiér Srbska Aleksandar Vučić. Podporu vyhlášení novému svátku vyjádřili rovněž i chorvatští politici z Federace Bosny a Hercegoviny, kteří velmi často na úrovni země se srbskými představiteli spolupracují ve snaze vytvořit protiváhu Bosňákům.[zdroj?] Ve skupštině Republiky srbské poté bylo konání referenda odsouhlaseno dne 15. července 2016; výsledek hlasování probíhal podle národnostního rozdělení poslanců. Zástupci bosňácké národnosti hlasovali proti jeho uskutečnění, nicméně byli přehlasováni. Následně referendum posvětil i Ústavní soud Republiky srbské, který rozhodl, že svátek neohrozí zájmy bosňáckého národa na území Republiky srbské. Milorad Dodik poté posvětil konání referenda na 25. září tak, aby se uskutečnilo týden před komunálními volbami dne 2. října 2016.

## Průběh
Hlasování probíhalo v jediný den, od 7:00 do 19:00 na území celé Republiky srbské. Na území Distriktu Brčko hlasovali ti voliči, kteří mohli prokázat, že mají občanství Republiky srbské. Několik volebních místností bylo otevřeno i v zahraničí; hlasovalo se také v Novém Sadu a v Bělehradě.
Vysoký podíl hlasujících pro (99,81 %) byl dán také tím, že voliči jiné národnosti, než Srbské, kteří žijí na území RS a kteří mohli hlasovat, referendum většinou ignorovali.

## Reakce
Vysoký představitel OSN v Bosně a Hercegovině Valentin Inzko prohlásil, že s uskutečněním referenda porušila Republika srbská Daytonskou dohodu. Ruský ministr zahraničí Sergej Lavrov informoval, že by nicméně jak domácí představitelé, tak politici ostatních zemí neměli destabilizovat Balkán vydáváním rozhodných prohlášení; navíc že uskutečněné hlasování není rizikem pro územní celistvost Bosny. Ruští představitelé vyjádřili referendu podporu. Bosňáčtí politici v BiH referendum jednoznačně odsoudili.